# Limonium echioides
Limonium echioides  es un planta perenne perteneciente a la familia de las plumbagináceas. 

## Descripción
Planta anual, con uno o varios escapos, glabra, muy variable en tamaño y forma,rígida y fácilmente quebradiza cuando seca. Cepa muy corta. Hojas de la roseta de 7-55 × 3-16 mm, marchitas en la antesis; limbo de cuneiforme a espatulado,pinnatinervio, con ápice de redondo a romo, haz groseramente verrucosa; pecíolo1,8-3,5 mm de anchura, muy corto. Escapo de 3-45 cm, de erecto a ascendente, de derecho a doblado irregularmente hacia uno y otro lado, groseramente verrucoso; ramificación normalmente sobre el tercio inferior del escapo, a veces no ramificado. Inflorescencia normalmente tipo G, C o A; sin ramas estériles. Ramas de primer orden 4-50 mm, cortas, de rectas a suavemente arqueadas, erecto-patentes(ángulo de ramificación 40°-60°), con ramificación escasa o nula, a veces dispuestas en verticilastros. Espigas 2-18 cm, muy largas, de arqueadas a dobladas, de erectas a patentes. Espiguillas 6,5-8,5 mm, lateralmente encorvadas, normalmente 1-2 por cm, ocasionalmente también en fascículos dispuestos en los ejes de las ramas, con 1-4(12) flores. Bráctea externa 1,8-2,3 × 1,4-2,8 mm, triangular-ovada, con ápice de subobtuso a romo; margen en general estrechamente membranáceo;parte central carnosa, groseramente verrucosa, con ápice que casi llega hasta elmargen. Bráctea media 1,8-2,3 × 1,1-1,8 mm, de oblongo-obovada a oblongo-elíptica, membranácea. Bráctea interna 4,4-6,4 × 2,1-3,5 mm, de oblonga a estrechamente obovada, con ápice de redondeado a romo; margen muy estrechamente membranáceo; parte central 4-5,5 × 1,8-3,2 mm, gruesamente carnosa,groseramente verrucosa, dura, oblongo-obovada, con ápice de 0,5-1 mm, que llega hasta el margen. Flores 1,5-3 mm de diámetro. Cáliz 5,3-6,1 mm, estrecho,que sobrepasa 1,5-2 mm a la bráctea interna; tubo glabro o escasamente peloso, con pelos cortos; dientes c. 1 × 0,3 mm, estrechamente triangulares, agudos, con dentículos intercalares de longitud 1/3-1/2 de la de los dientes; costillas que acabanen el ápice de los dientes más largos. Pétalos 5,3-6 × 0,5-1,1 mm, estrechamente cuneiformes, violáceo-rojizos pálidos. Tiene un número de cromosomas de 2n = 18.

## Distribución y hábitat
Se encuentra en bordes de saladares y depósitos arenosos perturbados en la Región del Mediterráneo.

## Taxonomía
La especie fue descrita inicialmente como Statice echioides por Carlos Linneo y publicado en Species Plantarum 1: 275, en 1753, actualmente es tanto un sinónimo como el basónimo de esta; y ulteriormente, sería transferida al género Limonium por Philip Miller en The Gardeners Dictionary, ed. 8, n. 11, en 1768.

#### Etimología
Limonium: prestado del latín līmōnǐum, -ǐi derivado del griego λειμωνιον, de λειμων, prado, que ya en la antigüedad designaba plantas de lugares húmedos. Evocado por Dioscórides y, más tarde, por Plinio el Viejo en su Naturalis Historia (20, 72).
echioides: epíteto que combina el nombre del género Echium y el sufijo griego οιδες (-oides); "semejanza"; propiamente "semejante a Echium", refiriéndose a la similitud en la apariencia de las hojas de la planta con las especies de susodicho género.

## Nombre común
- Castellano: acelguilla espinosa, limonio enano espinoso.[8]